# Pro Patria Gallaratese G.B. 2002-2003
Questa voce raccoglie le informazioni riguardanti la Pro Patria Gallaratese G.B. nelle competizioni ufficiali della stagione 2002-2003.

## Stagione
Nella stagione 2002-2003 una rinnovata Pro Patria disputa il girone A del campionato di Serie C1, sempre allenata dal confermato Carlo Muraro. Raggiunge una tranquilla salvezza con 43 punti, nel campionato che promuove in Serie B direttamente il Treviso e tramite i playoff l'Albinoleffe. Mentre i tigrotti scrivono una pagina di storia nella Coppa Italia di Serie C dove riescono ad arrivare, dopo un lungo e splendido percorso, da agosto 2002 a maggio 2003, all'appuntamento conclusivo, uscendo sconfitta nella doppia sfida della finale, contro il Brindisi che alza il trofeo. Miglior marcatore stagionale dei bustocchi Francesco Ruopolo autore di 8 reti.

## Divise e sponsor
Lo sponsor tecnico per la stagione 2002-2003 è Lotto; sulla maglia vi è come sponsor "Ge.S.A." (Gestione Servizi Aziendali).
La prima maglia resta la classica biancoblu, sulla quale compaiono delle bordature rosse; la seconda maglia è blu scura, con una banda biancoblu sul petto, come quella dell'anno precedente.
| 1ª maglia | 2ª maglia |

## Organigramma societario
Area direttiva
- Presidente: Alberto Armiraglio
- Vice presidente: Luciana Rossi
- Amministratore delegato: Roberto Vender
- Direttore generale: Riccardo Guffanti

Area organizzativa
- Team manager: Giuseppe Gonnella
- Segretario generale: Saverio Granato, Andrea Pellegatta

Area comunicazione e marketing
- Responsabile: Silvio Cuoco

Area tecnica
- Allenatore: Carlo Muraro:
- Preparatore atletico: Maurizio Fanchini

Area sanitaria
- Medici sociali: Gianluca Castiglioni, Massimo Besnati, Stefano Mazzoni
- Massaggiatori: Giovanni Guberti, Francesco Varliero

## Rosa
| N. |                   | Ruolo | Calciatore            |
| -- | ----------------- | ----- | --------------------- |
|    | Italia (bandiera) | P     | Andrea Capelletti     |
|    | Italia (bandiera) | P     | Paolo Di Sarno        |
|    | Italia (bandiera) | D     | Paolo Annoni          |
|    | Italia (bandiera) | D     | Vanni Chiarotto       |
|    | Italia (bandiera) | D     | Lorenzo Cresta        |
|    | Italia (bandiera) | D     | Carmelo Dato          |
|    | Italia (bandiera) | D     | Jacopo Mariani        |
|    | Italia (bandiera) | D     | Emanuele Pennacchioni |
|    | Italia (bandiera) | D     | Luca Perfetti         |
|    | Italia (bandiera) | D     | Luca Salvalaggio      |
|    | Italia (bandiera) | D     | Marco Zaffaroni       |
|    | Italia (bandiera) | C     | Giovanni Arioli       |
|    | Italia (bandiera) | C     | Marco Asara           |
|    | Italia (bandiera) | C     | Cristian Boscolo      |

| N. |                   | Ruolo | Calciatore             |
| -- | ----------------- | ----- | ---------------------- |
|    | Italia (bandiera) | C     | Angelo Carbone         |
|    | Italia (bandiera) | C     | Riccardo Colombo       |
|    | Italia (bandiera) | C     | Daniele Corti          |
|    | Italia (bandiera) | C     | Simone Erba            |
|    | Italia (bandiera) | C     | Antonio Manicone       |
|    | Italia (bandiera) | C     | Stefano Romano         |
|    | Italia (bandiera) | C     | Carlo Trezzi           |
|    | Italia (bandiera) | C     | Danilo Turazza         |
|    | Italia (bandiera) | C     | Andrea Vecchio         |
|    | Grecia (bandiera) | A     | Theofilos Karasavvidīs |
|    | Italia (bandiera) | A     | Davide Matteini        |
|    | Italia (bandiera) | A     | Tommaso Porfido        |
|    | Italia (bandiera) | A     | Giancarlo Romairone    |
|    | Italia (bandiera) | A     | Francesco Ruopolo      |

## Risultati

### Serie C1

#### Girone di andata
| Arbitro: | Cenni (Imola) |

|            |           |  |
| Trezzi 43’ | Marcatori |  |

| Arbitro: | Lops (Torino) |

|                       |           |               |
| Olivares 4’ Memmo 52’ | Marcatori | 85’ Romairone |

| Arbitro: | Zanzi (Lugo di Romagna) |

|                 |           |  |
| Salvalaggio 11’ | Marcatori |  |

| Arbitro: | Di Renzo (Ostia Lido) |

|                             |           |  |
| Rossetti 38’ Succi 65’, 80’ | Marcatori |  |

| Arbitro: | Brunialti (Trento) |

|              |           |  |
| Matteini 18’ | Marcatori |  |

| Arbitro: | Siragusa (Acireale) |

|             |           |             |
| Pizzi 90+3’ | Marcatori | 45’ Ruopolo |

| Arbitro: | Liberti (Genova) |

|                            |           |  |
| Zaffaroni 35’ Romano 90+1’ | Marcatori |  |

| Cittadella 20 ottobre 2002 8ª giornata | Cittadella          | 0 – 0 | Pro Patria | Stadio Piercesare Tombolato\| Arbitro: \| C. Rubino (Salerno) \| |
| Arbitro:                               | C. Rubino (Salerno) |       |            |                                                                  |

| Arbitro: | Squillace (Catanzaro) |

|              |           |                                           |
| Matteini 33’ | Marcatori | 17’ Dundjerski 76’ Foggia 90+2’ Chiappara |

| Arbitro: | Sacco (Civitavecchia) |

|                          |           |                |
| Zaffaroni 26’ Trezzi 71’ | Marcatori | 28’, 87’ Misso |

| Arbitro: | Masiero (Mestre) |

|                        |           |  |
| Biava 16’ Raimondi 56’ | Marcatori |  |

| Arbitro: | Velotto (Grosseto) |

|                            |           |  |
| Zaffaroni 44’ Matteini 57’ | Marcatori |  |

| Arbitro: | Bernardoni (Modena) |

|                                |           |                             |
| N. Russo 37’, 76’ Guidetti 86’ | Marcatori | 49’ Carbone 80’ Salvalaggio |

| Busto Arsizio 1º dicembre 2002 14ª giornata | Pro Patria          | 0 – 0 | Spezia | Stadio Carlo Speroni\| Arbitro: \| Carlucci (Molfetta) \| |
| Arbitro:                                    | Carlucci (Molfetta) |       |        |                                                           |

| Arbitro: | Liberti (Genova) |

|                              |           |                         |
| Gasparetto 47’ M. Morfeo 63’ | Marcatori | 36’ Corti 90+2’ Porfido |

| Arbitro: | Ioseffi (Siena) |

|  |           |             |
|  | Marcatori | 55’ Lorieri |

| Arbitro: | Brunialti (Trento) |

|                |           |  |
| M. Massaro 71’ | Marcatori |  |

#### Girone di ritorno
| Arbitro: | Celi (Bari) |

|                |           |                         |
| Tacconelli 62’ | Marcatori | 8’ Ruopolo 23’ Matteini |

| Arbitro: | Santucci (Reggio Calabria) |

|               |           |           |
| Romairone 90’ | Marcatori | 76’ Memmo |

| Arbitro: | Di Fiore (Aosta) |

|                           |           |                                 |
| Mocarelli 3’ Marzullo 16’ | Marcatori | 17’ Arioli 51’ (rig.) S. Romano |

| Arbitro: | Giannoccaro (Lecce) |

|                                           |           |  |
| S. Romano 26’ Salvalaggio 42’ Asara 90+4’ | Marcatori |  |

| Arbitro: | Gava (Conegliano) |

|                        |           |            |
| La Canna 37’ Pirri 88’ | Marcatori | 7’ Ruopolo |

| Arbitro: | Gandolfi (Cremona) |

|  |           |                       |
|  | Marcatori | 9’ Makinwa 90’ Miftah |

| Arbitro: | Velotto (Grosseto) |

|                              |           |  |
| Cesari 35’, 41’ Terlizzi 90’ | Marcatori |  |

| Busto Arsizio 2 marzo 2003 25ª giornata | Pro Patria        | 0 – 0 | Cittadella | Stadio Carlo Speroni\| Arbitro: \| Damato (Barletta) \| |
| Arbitro:                                | Damato (Barletta) |       |            |                                                         |

| Arbitro: | Ioseffi (Siena) |

|                                   |           |  |
| Chianese 33’ Lorenzini 85’, 90+3’ | Marcatori |  |

| Arbitro: | Finazzi (Torino) |

|  |           |               |
|  | Marcatori | 90’ Zaffaroni |

| Arbitro: | Pantana (Macerata) |

|               |           |  |
| Romairone 48’ | Marcatori |  |

| Arbitro: | Lena (Ciampino) |

|               |           |             |
| Cimarelli 84’ | Marcatori | 51’ Ruopolo |

| Arbitro: | Lioce (Molfetta) |

|                                 |           |  |
| Arioli 47’ Zaffaroni 82’ (rig.) | Marcatori |  |

| La Spezia 19 aprile 2003 31ª giornata | Spezia              | 0 – 0 | Pro Patria | Stadio Alberto Picco\| Arbitro: \| Tagliavento (Terni) \| |
| Arbitro:                              | Tagliavento (Terni) |       |            |                                                           |

| Arbitro: | Mariuzzo (Venezia) |

|  |           |                     |
|  | Marcatori | 77’, 83’ Gasparetto |

| Arbitro: | Romeo (Verona) |

|  |           |            |
|  | Marcatori | 8’ Ruopolo |

| Arbitro: | Torella (Roma) |

|  |           |                              |
|  | Marcatori | 10’ Anaclerio 34’ Varricchio |

### Coppa Italia Serie C

#### Fase a gironi girone A
| 18 agosto 2002 1ª giornata |  | – Turno di riposo Pro Patria |  |  |

| Arbitro: | Bo (Genova) |

|                     |           |  |
| Ferretti 64’ (rig.) | Marcatori |  |

| Arbitro: | Giammillaro (Messina) |

|                                  |           |             |
| Arioli 8’ Romairone 90+3’ (rig.) | Marcatori | 45’ Spinale |

| Arbitro: | Vicinanza (Albenga) |

|                   |           |  |
| Egbedi 60’, 90+1’ | Marcatori |  |

| Arbitro: | Brunialti (Trento) |

|                           |           |  |
| Ruopolo 39’ Romairone 86’ | Marcatori |  |

#### Fase a eliminazione diretta
| Arbitro: | Cigalotti (Milano) |

|              |           |  |
| Rizzioli 86’ | Marcatori |  |

| Arbitro: | Gava (Conegliano) |

|                          |           |  |
| Romairone 59’ Cresta 78’ | Marcatori |  |

| Arbitro: | Liberti (Genova) |

|                |           |  |
| R. Colombo 54’ | Marcatori |  |

| Arbitro: | Capozzi (Vicenza) |

|  |           |                         |
|  | Marcatori | 23’ Zaffaroni 86’ Corti |

| Arbitro: | Banti (Livorno) |

|             |           |            |
| Ruopolo 24’ | Marcatori | 82’ Alessi |

| Arbitro: | Stefanini (Prato) |

|  |           |             |
|  | Marcatori | 90’ Ruopolo |

| Arbitro: | Velotto (Grosseto) |

|                |           |  |
| Pietranera 77’ | Marcatori |  |

| Arbitro: | Brunialti (Trento) |

|                                         |                      |                              |
| Corti 9’                                | Marcatori            |                              |
| Karasavvidīs Arioli R. Colombo Perfetti | Tiri di rigore 3 – 0 | Cerbone Antonioli Pietranera |

| Arbitro: | Banti (Livorno) |

|  |           |                |
|  | Marcatori | 47’ Puccinelli |

| Arbitro: | Zambon (Padova) |

|            |           |               |
| Corona 14’ | Marcatori | 46’ S. Romano |

## Statistiche

### Statistiche di squadra
| Competizione         | Punti | In casa | In casa | In casa | In casa | In casa | In casa | In trasferta | In trasferta | In trasferta | In trasferta | In trasferta | In trasferta | Totale | Totale | Totale | Totale | Totale | Totale | DR |
| Competizione         | Punti | G       | V       | N       | P       | Gf      | Gs      | G            | V            | N            | P            | Gf           | Gs           | G      | V      | N      | P      | Gf     | Gs     | DR |
| -------------------- | ----- | ------- | ------- | ------- | ------- | ------- | ------- | ------------ | ------------ | ------------ | ------------ | ------------ | ------------ | ------ | ------ | ------ | ------ | ------ | ------ | -- |
| Serie C1 - Girone A  | 43    | 17      | 8       | 4       | 5       | 17      | 13      | 17           | 3            | 6            | 8            | 14           | 26           | 34     | 11     | 10     | 13     | 31     | 39     | -8 |
| Coppa Italia Serie C | -     | 7       | 5       | 1       | 1       | 9       | 3       | 7            | 3            | 1            | 3            | 6            | 4            | 14     | 8      | 2      | 4      | 15     | 7      | +8 |
| Totale               | -     | 24      | 13      | 5       | 6       | 26      | 16      | 24           | 6            | 7            | 11           | 20           | 30           | 48     | 19     | 12     | 17     | 46     | 46     | 0  |